# Papoearupsvogel
De papoearupsvogel (Coracina papuensis) is een soort rupsvogel die voorkomt in een groot gebied dat reikt van de Molukken tot Australië en Nieuw-Guinea.
Coracina ingens is endemisch op de Admiraliteitseilanden. Deze vogel wordt vaak nog beschouwd als een ondersoort van de papoearupsvogel: Coracina papuensis ingens.

## Kenmerken
De papoearupsvogel wordt inclusief staart 26,5-28,0 centimeter. De vogel is lichtgrijs van boven en bijna wit van onder. Rondom het oog zit een zwarte vlek die niet zo groot is als bij de Australische rupsvogel. De papoearupsvogel is ook kleiner dan de Australische rupsvogel en de Australische naam is daarom little cuckoo-shrike.

## Leefgebied
De papoearupsvogel komt voor in een grote verscheidenheid van leefgebieden met bos en struikgewas zoals aangeplant bos langs waterlopen maar ook in tuinen, in Nieuw-Guinea ook in bergland tot op een hoogte van 1500 meter boven zeeniveau. Ze zijn vaak alleen of in kleine groepjes te zien.
De soort telt 13 ondersoorten:
- C. p. papuensis: de noordelijke Molukken, West-Papoea, westelijk en noordelijk Nieuw-Guinea, de Kleine Soenda-eilanden en de Kei-eilanden.
- C. p. angustifrons: van centraal tot zuidoostelijk Nieuw-Guinea.
- C. p. louisiadensis: de Louisiaden.
- C. p. oriomo: het zuidelijke deel van Centraal-Nieuw-Guinea, de eilanden in de Straat Torres en noordoostelijk Australië.
- C. p. timorlaoensis: Tanimbar-eilanden.
- C. p. hypoleuca: noordelijk Australië en de Aru-eilanden.
- C. p. apsleyi: Melville-eiland en de kust van noordelijk Australië.
- C. p. artamoides: van noordoostelijk tot oostelijk Australië.
- C. p. robusta: zuidoostelijk Australië.
- C. p. sclaterii: de Bismarck-archipel.
- C. p. perpallida: de noordelijk Salomonseilanden.
- C. p. elegans: de centrale en zuidelijke Salomonseilanden.
- C. p. eyerdami: Malaita.

## Status
De grootte van de populatie is niet gekwantificeerd, maar er is geen aanleiding te veronderstellen dat de soort bedreigd wordt in zijn voortbestaan. Daarom staat de papoearupsvogel als niet bedreigd op de Rode Lijst van de IUCN.